# Грађевинска бригада
Грађевинска бригада је била словеначка јединица Народноослободилачке војске Југославије током Другог светског рата.
Бригаду је основана наредбом Штаба 7. корпуса 20. априла 1945. године у Чрномљу од четири радна батаљона. Ови батаљони су до тада су били део инжињерије НОВЈ и од лета 1944. до пролећа 1945. поправљали разне путеве, изградили 42 моста укупне дужине 980 м и 4 аеродрома за хитна слетања. Међу мостовима најзначајнији је био мост преко Купе дужине 135 м и носивости 20 т, који је изграђен између 10. и 17. априла 1945. године. Када су га оштетиле усташке јединице, Грађевинска бригада га је поправљала између 20. априла и 3. маја. Саградила је мост преко Купе код Петрине на хрватској страни (Брод на Купи) и преко Лахиња код Примостека и путеве Виница - Стари трг об Колпи, Семич - Копривник - Кочевје, Цолнарји - Ливолд и деоницу Можељ - Брезовица при Предграду. Дана 3. маја 1945. Штаб Седмог корпуса преименовао ју је у Инжињеријску бригаду.